# Austroaeschna hardyi
Austroaeschna hardyi là loài chuồn chuồn trong họ Aeshnidae. Loài này được Tillyard mô tả khoa học đầu tiên năm 1917.